# Joël Tanter
Joël Tanter (Vannes, 5 febbraio 1951) è un ex calciatore francese.

## Carriera
Soprannominato bip-bip per la sua velocità nel dribbling, esordì in massima serie il 26 ottobre 1974 con la maglia dello Strasburgo, in occasione di un incontro di campionato contro l'Angers. Fece parte della squadra titolare (in cui ottenne un 1º posto nella stagione 1976-77) dello Strasburgo che vinse il campionato nella stagione 1978-79 e giocò anche in Europa in Coppa UEFA e in Coppa dei Campioni, tuttavia, durante la stagione 1980-81 ebbe un infortunio al ginocchio che lo tenne lontano dai campi per tutta la stagione.
Ritornato a giocare nel campionato successivo, al termine della stagione fu ceduto al Rouen, dove rimase un solo anno prima di passare all'Aix, squadra in cui concluse la carriera nel 1984. Ritiratosi dal calcio giocato, dopo aver tentato di farsi assumere nello Strasburgo, lavorò come cuoco fino alla pensione.

## Statistiche

### Presenze e reti nei club
| Stagione | Squadra    | Serie | Presenze | Gol |
| -------- | ---------- | ----- | -------- | --- |
| 1974-75  | Strasburgo | D1    | 8        | 1   |
| 1975-76  | Strasburgo | D1    | 16       | 1   |
| 1976-77  | Strasburgo | D2    | 33       | 6   |
| 1977-78  | Strasburgo | D1    | 37       | 4   |
| 1978-79  | Strasburgo | D1    | 33       | 3   |
| 1979-80  | Strasburgo | D1    | 30       | 2   |
| 1980-81  | Strasburgo | D1    | 0        | 0   |
| 1981-82  | Strasburgo | D1    | 19       | 0   |
| 1982-83  | Rouen      | D1    | 20       | 0   |
| 1983-84  | Pays d'Aix | D3    | 11       | 0   |

## Palmarès
- Campionato francese: 1

1978-79
- Campionato francese di seconda divisione: 1

1976-77